# Twin Barrels Burning
Twin Barrels Burning je dvanáctým studiovým albem britské rockové skupiny Wishbone Ash, které bylo nahráno v Sol Studios a vydáno v roce 1982. Album bylo do té doby nejlépe umístěným albem Wishbone Ash, kdy se v UK žebříčku umístilo na 22. místě.
Je jediným albem Wishbone Ash, kde účinkoval baskytarista skupiny Uriah Heep Trevor Bolder, který ve skupině pobyl tři roky (1981–83).

## Seznam stop
Všechny skladby napsali Laurie Wisefield, Steve Upton a Andy Powell
strana 1
1. "Engine Overheat" – 4:06
2. "Can't Fight Love" – 4:00
3. "Genevieve" – 3:36
4. "Me and My Guitar" – 4:01
5. "Hold On" – 4:51

strana 2
1. "Streets of Shame" – 4:37
2. "No More Lonely Nights" – 5:17
3. "Angels Have Mercy" – 3:55
4. "Wind Up" – 5:04

## Obsazení
- Andy Powell – kytara, zpěv
- Laurie Wisefield – kytara, zpěv
- Trevor Bolder – baskytara, zpěv
- Steve Upton – bicí